# Musen och mandolin
Musen och Mandolin är ett svenskt barnprogram från 1991 skapat av Erik Eriksson och Eileen Ward, bestående av en ritad saga. Det visades på SVT, bland annat i Björnes magasin 1992.
Det gick ut på att en saga berättades samtidigt som tecknaren Eileen Ward illustrerade denna genom att sätta färgade tumavtryck på ett vitt papper varpå hon ritade figurer, några av dessa var Sköldpaddan Laser, en blå katt med solglasögon och en röd uggla.